# Ferdinand Selle
Ferdinand Otto Reinhold Selle (* 28. Juni 1862 in Kunzendorf, Oberschlesien; † 9. Februar 1915 in Winzerla bei Jena) war ein deutscher Unternehmer in der Porzellanindustrie.

## Leben
Selle stammte aus einer mit der Porzellanherstellung vertrauten Familie. 1901 gründete er in Burgau bei Jena die Porzellan-Manufaktur Burgau a.d. Saale Ferdinand Selle. Als Mitglied im 1907 gegründeten Deutschen Werkbund verfügte Selle über gute Kontakte zu zeitgenössischen Künstlern und konnte für einige Services namhafte Entwerfer gewinnen, mit denen er Erfolge in der Fachwelt und auf Messen erzielte: u. a. Henry van de Velde, Albin Müller, Albert Gessner, Franz Seeck, Rudolf und Fia Wille, Else Wenz-Viëtor oder Erich Kuithan. Exporte nach Italien, Skandinavien und in die Niederlande sind belegt.

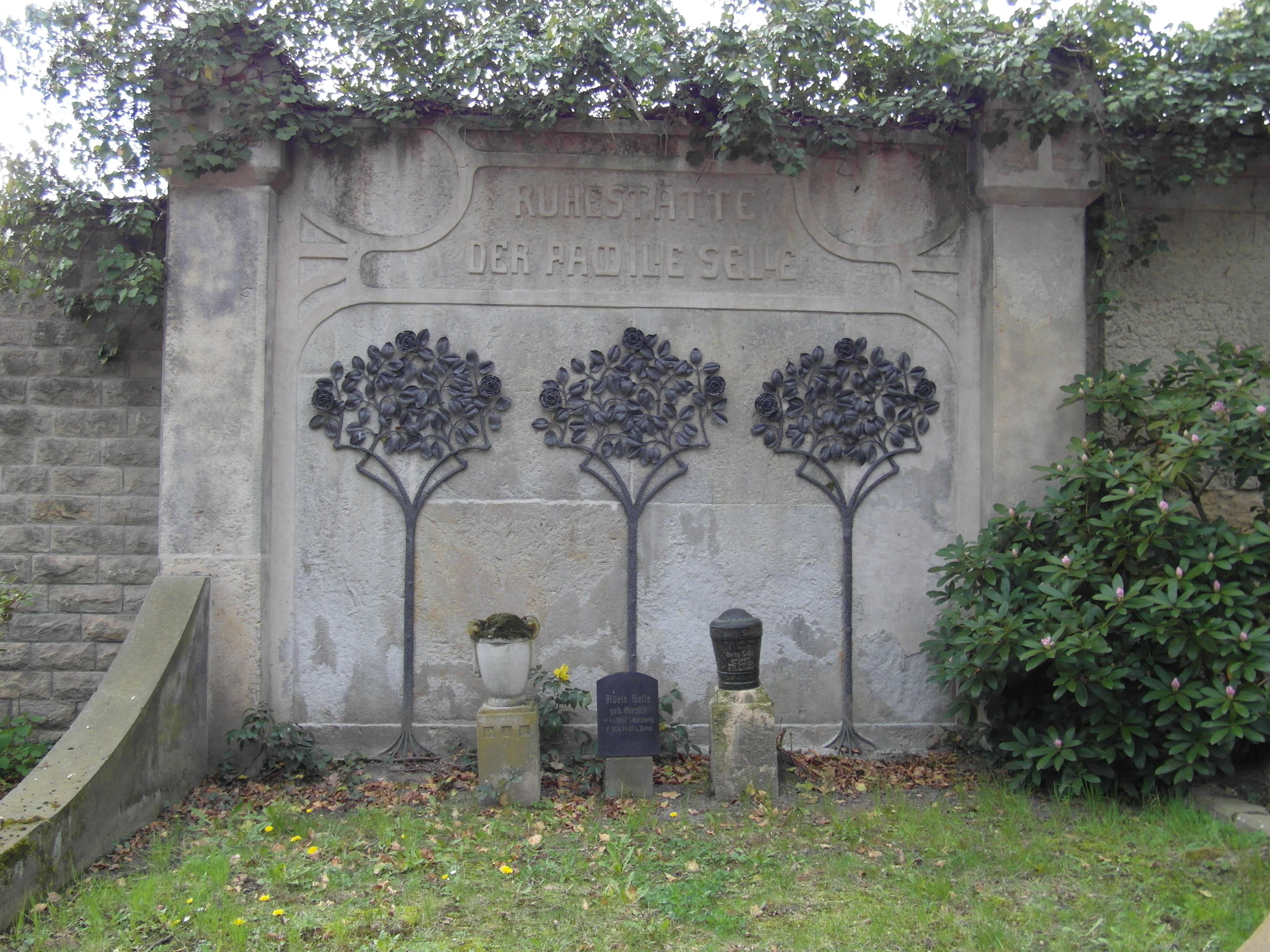
Grabstätte Ferdinand und Adele Selle

Nach dem plötzlichen Tod Selles übernahm offiziell seine Frau Anna Agnes Adeline Selle geb. Giersch (* 6. Januar 1867 in Herzberg; † 19. Juni 1941 in Jena) das Unternehmen. Für die Geschäftsführung waren aber der Obermaler und der Prokurist zuständig. Höchstwahrscheinlich aufgrund der beginnenden Weltwirtschaftskrise wurde das Unternehmen am 13. Dezember 1929 aus dem Handelsregister gestrichen. In diesen 14 Jahren waren auch nur fünf Neuentwicklungen produziert worden, im Gegensatz zu zehn Services zwischen 1902 und 1914.
1929 übernahm die Rudolstädter Manufaktur Albert Stahl & Co. die Formen und produzierte damit weiter bis in die 1950er Jahre.
Das Grab von Ferdinand und Adele Selle befindet sich auf dem Südfriedhof in Leipzig.